# Ottmar Fuchs
Ottmar Fuchs (* 6. Mai 1945 in Buch, Landkreis Erlangen-Höchstadt) ist ein deutscher Katholischer Theologe. Von 1998 bis zu seiner Emeritierung im Jahr 2014 war er Ordentlicher Professor für Praktische Theologie an der Katholisch-Theologischen Fakultät der Universität Tübingen.

## Leben
Ottmar Fuchs studierte Philosophie und Katholische Theologie an den Universitäten Bamberg und Würzburg. Nach der Priesterweihe 1972 arbeitete er als Kaplan in der Pfarrei St. Michael in Nürnberg sowie als Studentenpfarrer und Mentor für die Laientheologen und Laientheologinnen in Bamberg. 1977 promovierte er beim Pastoraltheologen Rolf Zerfaß an der Universität Würzburg mit der Dissertation Sprechen in Gegensätzen. 1981 folgte die Habilitation für Pastoraltheologie, ebenfalls in Würzburg mit der Habilitationsschrift Die Klage als Gebet. Zum Wintersemester 1981/82 wurde er als Professor für Pastoraltheologie und Kerygmatik in an die Universität Bamberg berufen. 1998 wechselte er auf den Lehrstuhl für Praktische Theologie an der Katholisch-Theologischen Fakultät der Universität Tübingen, wo er von 2000 bis 2004 das Amt des Dekans der Katholisch-Theologischen Fakultät bekleidete. Er hatte Gastprofessuren in Pretoria, Johannesburg, Chicago, Erfurt, Innsbruck sowie Graz inne und der große Kreis seiner Schülerinnen und Schüler besetzt im deutschen Sprachraum zahlreiche Lehrstühle.

## Werk
Ottmar Fuchs steht für eine erfahrungssensible, im reziproken Austausch von Theologie und Humanwissenschaften betriebene Praktische Theologie, die im Kontext biblischer und dogmatischer Vorgaben auf exponierte menschliche Lebensprobleme fokussiert und daher z. B. auch theoretische und praktische Konsequenzen eines unbedingten Shoa-Bezugs umfasst. Am Extremfall zeigt sich ihm zufolge, was allgemein der Fall ist. Im Sinne dieser erkenntnistheoretischen Fokussierung problematisiert Ottmar Fuchs verschiedenste Themen im Sinne einer gnadentheologischen Zuspitzung von kirchlicher und gesellschaftlicher Praxis: Politische und caritative Diakonie in lokaler und globaler Solidarität, postkoloniale Bibelkritik, Spiritualität, Theologie und Literatur, Homiletik, Volksfrömmigkeit, Pluralität und Identität, Eschatologie, Sozialformen und Ämter der Kirche, Ökumene, Pastoral der Rituale, Israel und Palästina.

## Schriften
- Sprechen in Gegensätzen, Meinung und Gegenmeinung in kirchlicher Rede. Kösel, München 1978 (= Dissertation).
- Die lebendige Predigt. Kösel, München 1978.
- Die Klage als Gebet. Eine theologische Besinnung am Beispiel des Psalms 22. Kösel, München 1982 (= Habilitationsschrift).
- Von Gott predigen. Anleitungen – Beispiele – Überlegungen, Gütersloher Verlagshaus Mohn, Gütersloh 1984.
- Prophetische Kraft der Jugend? Zum theologischen und ekklesiologischen Ort einer Altersgruppe im Horizont des Evangeliums. Lambertus, Freiburg im Breisgau 1986.
- Kirche – Kabel – Kapital. Standpunkte einer christlichen Medienpolitik. Edition Liberación, Münster 1989, ISBN 3-923792-23-9.
- Dabeibleiben oder weggehen? Christen im Konflikt mit der Kirche. Kösel, München 1989.
- Heilen und befreien. Der Dienst am Nächsten als Ernstfall von Kirche und Pastoral. Patmos, Düsseldorf 1990.
- Zwischen Wahrhaftigkeit und Macht. Pluralismus in der Kirche? Knecht, Frankfurt am Main 1990.
- Ämter für eine Kirche der Zukunft. Ein Diskussionsanstoß. Edition Exodus, Luzern 1993.
- God’s People: Instruments of Healing. The Diaconical Dimension of the Church. Peter Lang, Bern 1993.
- Im Brennpunkt: Stigma. Gezeichnete brauchen Beistand. Knecht, Frankfurt am Main 1993.
- „Von solcher Hoffnung kann ich leben …“ Predigten. Edition Exodus, Luzern 1997.
- Denn für Gott ist nichts unmöglich. Erkundungen im Glauben. Echter, Würzburg 1998.
- Praktische Hermeneutik der Heiligen Schrift. Kohlhammer, Stuttgart 2005, ISBN 3-17-017353-7.
- Das Jüngste Gericht. Hoffnung auf Gerechtigkeit. Pustet, Regensburg 2007, ISBN 978-3-7917-2063-0.
- mit Franz Weber: Gemeindetheologie interkulturell. Lateinamerika, Afrika, Asien. Grünewald, Ostfildern 2007, ISBN 978-3-7867-2681-4.
- Im Innersten gefährdet. Für ein neues Verhältnis von Kirchenamt und Gottesvolk. Tyrolia, Innsbruck/Wien 2009, ISBN 978-3-7022-3030-2.
- Es geht nichts verloren. Ottmar Fuchs im Gespräch mit Rainer Bucher und Rainer Krockauer. Echter, Würzburg 2010, ISBN 978-3-429-03214-2.
- Jeder Fluss hat seine Strudel. Praktisch-Theologische Interventionen. Herausgegeben von Christian Bauer und Michael Schüssler, Ostfildern 2010.
- Im Raum der Poesie. Theologie auf den Wegen der Literatur. Matthias-Grünewald-Verlag, Mainz 2011, ISBN 978-3-7867-2816-0.
- Wer’s glaubt wird selig … Wer’s nicht glaubt, kommt auch in den Himmel. Echter, Würzburg 2012; 2. Auflage als Topos-Taschenbuch 2015.
- Karl Mays doppelsinniger „Orient“. AphorismA-Verlag, Berlin 2012.
- Der zerrissene Gott. Das trinitarische Gottesbild in den Brüchen der Welt. Matthias-Grünewald-Verlag, Mainz 2014, ISBN 978-3-7867-2992-1.
- Sakramente – immer gratis, nie umsonst. Echter, Würzburg 2015, ISBN 978-3-429-03878-6.
- Die andere Reformation. Ökumenisch für eine solidarische Welt. Echter, Würzburg 2016.
- „Ihr aber seid ein priesterliches Volk“. Ein pastoraltheologischer Zwischenruf zu Firmung und Ordination. Schwabenverlag, Ostfildern 2017, ISBN 978-3-7867-4025-4.
- Das Jüngste Gericht. Hoffnung über den Tod hinaus. Pustet, Regensburg 2018, ISBN 978-3-7917-2814-8.
- Im Schatten der Verdammnis. Nonni – sein Weg aus kirchlicher Verengung. Echter, Würzburg 2019, ISBN 978-3-429-05431-1.
- Committed spirituality (= Praktische Theologie heute, Bd. 168). Kohlhammer, Stuttgart 2020, ISBN 978-3-17-037549-9.
- Kochen, tanzen, beten und andere Kraftquellen von Menschen in der Pflege. Echter, Würzburg 2020, ISBN 978-3-429-05501-1.
- Subkutane Revolte. Annette von Droste-Hülshoffs „Geistliches Jahr“. Eine theologische Entdeckung. Matthias-Grünewald-Verlag, Ostfildern 2021, ISBN 978-3-7867-3261-7.
- Gott, die Welt, mein Kater und ich. Echter, Würzburg 2021.
- Nichts ist unmöglich, Gott! Aspekte einer postkolonialen Bibelhermeneutik. Echter, Würzburg 2023, ISBN 978-3-429-05849-4.
- Momente einer Mystik der Schwebe. Leben in Zeiten des Ungewissen. Matthias-Grünewald-Verlag, Ostfildern 2023, ISBN 978-3-7867-3336-2.